# TT Isla de Man de 1967
El TT Isla de Man de 1967 fue la cuarta prueba de la temporada 1967 del Campeonato Mundial de Motociclismo. El Gran Premio se disputó del 8 al 14 de junio de 1967 en el circuito de Snaefell Mountain Course en lo que era el aniversarion de diamante de esta carrera.

## Resultados Senior 500cc
Mike Hailwood ganó en una emocionante pulso con Giacomo Agostini. De hecho, el italiano estableció un nuevo récord de vuelta con un comienzo espectacular. En la segunda vuelta, Hailwood corrió la vuelta más rápida y después de tres vueltas, Hailwood estaba 2 segundos atrás. La parada de Ago fue diez segundos más rápido porque Hailwood tuvo que golpear su empuñadura con un martillo. Hailwood tuvo que mantener su mango de gas suelto en su lugar y después de la siguiente vuelta todavía estaba más de 11 segundos atrás, pero en Ramsey ya tenía 2 segundos por delante. Unos kilómetros más allá, Ago tenía otros 2 segundos de ventaja, pero en Signpost Corner no pudo pasar. Se detuvo por problemas con la cadena de transmisión rota. Solo de nuevo en Ramsey, Hailwood recibió una señal de su mecánico Nobby Clark de que Ago estaba parado y podía dirigirse tranquilamente hacia la línea, aún sosteniendo su mango de gas en su lugar y dirigiéndolo con una mano. Una vuelta antes, Renzo Pasolini con su Benelli cuatro cilindros, que era el tercero a una distancia respetable, se había retirado. Hailwood se llevó su duodécima victoria del TT.
| Pos.    | Piloto            | Equipo          | Tiempo     | Pts. |
| ------- | ----------------- | --------------- | ---------- | ---- |
| 1       | Mike Hailwood     | Honda           | 2h 08:36.2 | 8    |
| 2       | Peter Williams    | Matchless       | +7:43.8    | 6    |
| 3       | Steve Spencer     | Norton          | +9:11.0    | 4    |
| 4       | John Cooper       | Norton          | +9:44.2    | 3    |
| 5       | Fred Stevens      | Paton           | +10:58.4   | 2    |
| 6       | John Hartle       | Matchless       | +11:13.8   | 1    |
| 7       | Tom Dickie        | Matchless       | +11:46.6   |      |
| 8       | William McCosh    | Matchless       | +12:34.8   |      |
| 9       | Ron Chandler      | Matchless       | +14:13.4   |      |
| 10      | Derek Lee         | Matchless       | +14:21.2   |      |
| 11      | Rex Butcher       | Norton          | +14:51.8   |      |
| 12      | Barry Randle      | Norton          | +15:06.6   |      |
| 13      | Bill Smith        | Matchless       | +15:19.8   |      |
| 14      | Gyula Marsovszky  | Matchless       | +15:59.2   |      |
| 15      | Charlie Sanby     | Norton          | +16:09.8   |      |
| 16      | Anthony McGurk    | Matchless       | +16:17.4   |      |
| 17      | Steve Jolly       | Matchless       | +16:58.8   |      |
| 18      | Brian Walmsley    | Norton          | +17:44.8   |      |
| 19      | Bernard Lund      | Matchless       | +17:54.2   |      |
| 20      | Norman Price      | Norton          | +18:20.6   |      |
| 22      | Ian Burne         | Norton          |            |      |
| 33      | John Blanchard    | Seeley          |            |      |
| Ret     | Kel Carruthers    | Norton          | Ret        |      |
| Ret     | Mike Duff         | Matchless       | Ret        |      |
| Ret     | Chris Conn        | Norton          | Ret        |      |
| Ret     | Dan Shorey        | Norton          | Ret        |      |
| Ret     | Rodney Gould      | Norton          | Ret        |      |
| Ret     | Joe Dunphy        | Norton          | Ret        |      |
| Ret     | Malcolm Stanton   | Norton          | Ret        |      |
| Ret     | Tony Rutter       | Norton          | Ret        |      |
| Ret     | Selwyn Griffiths  | Cowes Matchless | Ret        |      |
| Ret     | Angelo Bergamonti | Hannah-Paton    | Ret        |      |
| Ret     | Giacomo Agostini  | MV Agusta       | Ret        |      |
| Ret     | Renzo Pasolini    | Benelli         |            |      |
| Fuente: |                   |                 |            |      |

## Resultados Junior 350cc
Mike Hailwood consigue con la victoria superando el récord que tenía hasta entonces el irlandés Stanley Wood, y finalizó la prueba con tres minutos de adelanto sobre su más próximo rival, el italiano Giacomo Agostini. En la tercera vuelta, ya destacaba respecto a los demás corredores, pero tuvo que ceder en el descenso para evitar el choque con otro corredor. Un miembro de la organización sacó la bandera amarilla por un grave accidente del piloto australiano Barry Smith. En las tres últimas vueltas, Hailwood seguía con una gran ventaja consiguiendo la victoria sin problemas.
| Pos. | Piloto           | Moto            | Tiempo    | Pts. |
| ---- | ---------------- | --------------- | --------- | ---- |
| 1    | Mike Hailwood    | Honda           | 2:09"45'6 | 8    |
| 2    | Giacomo Agostini | MV Agusta       | 2:12"48'8 | 6    |
| 3    | Derek Woodman    | MZ              | 2:20"53'6 | 4    |
| 4    | Alberto Pagani   | Aermacchi       | 2:23"08'4 | 3    |
| 5    | Chris Conn       | Aermacchi       | 2:23"20'0 | 2    |
| 6    | Gilberto Milani  | Aermacchi       | 2:24"13'6 | 1    |
| 7    | John Hartle      | Aermacchi       | 2:26"37'0 |      |
| 8    | Steve Spencer    | Norton          | 2:27"03'3 |      |
| 9    | John Cooper      | Norton          | 2:27"05'0 |      |
| 10   | Kel Carruthers   | Aermacchi       | 2:27"41'0 |      |
| 11   | Billy McCosh     | AJS             | 2:28"09'2 |      |
| 12   | Charlie Sanby    | Aermacchi       | 2:29"21'2 |      |
| 13   | Dan Shorey       | Norton          | 2:29"38'0 |      |
| 14   | Bill Smith       | AJS             | 2:30"19'2 |      |
| 15   | Denis Gallagher  | AJS             | 2:31"14'2 |      |
| 16   | Peter Darvill    | Norton          | 2:32"20'0 |      |
| 17   | Selwyn Griffiths | Cowles-AJS      | 2:33"17'0 |      |
| 18   | G. Barnacle      | AJS             | 2:34"12'6 |      |
| 19   | Vincent Duckett  | AJS             | 2:34"40'4 |      |
| 20   | Roland Standing  | AJS             | 2:35"08'2 |      |
| 30   | Ray Knight       | Hughes-Triumph  | 2:42"10'4 |      |
| Ret  | Malcolm Stanton  | AJS             | Ret       |      |
| Ret  | Barry Smith      | Norton          | Ret       |      |
| Ret  | Joe Dunphy       | AJS             | Ret       |      |
| Ret  | Mike Duff        | Aermacchi       | Ret       |      |
| Ret  | Heinz Rosner     | MZ              | Ret       |      |
| Ret  | Rodney Gould     | Lyster-AJS      | Ret       |      |
| Ret  | Tony Rutter      | Cotton          | Ret       |      |
| Ret  | Renzo Pasolini   | Benelli         | Ret       |      |
| Ret  | Ian Burne        | Thompson Suzuki | Ret       |      |

## Resultados Lightweight 250cc
En Lightweight 250 cc TT, Mike Hailwood rompió el récord de Stanley Woods. Woods había ganado su décima carrera TT en la Isla de Man 27 años antes. Hailwood era realmente inabordable. En las sesiones de entrenamiento ya había mejorado su propio récord de vuelta en 10.2 segundos y en la carrera también estableció un nuevo récord de 165.79 km / h en promedio. En la línea de meta, tenía un minuto y 18.8 segundos por delante de Phil Read. Bill Ivy había sido durante mucho tiempo el tercero, pero tuvo problemas de motor en la quinta de las seis vueltas y tuvo que ceder su lugar a Ralph Bryans con Honda. Bryans incluso terminó tres minutos por detrás de Read.

| Pos. | Piloto            | Moto            | Tiempo    | Pts. |
| ---- | ----------------- | --------------- | --------- | ---- |
| 1    | Mike Hailwood     | Honda           | 2:11"47'6 | 8    |
| 2    | Phil Read         | Yamaha          | 2:13"06'4 | 6    |
| 3    | Ralph Bryans      | Honda           | 2:16"27'0 | 4    |
| 4    | Dave Simmonds     | Kawasaki        | 2:26"48'4 | 3    |
| 5    | Bill Smith        | Kawasaki        | 2:32"09'2 | 2    |
| 6    | Mick Chatterton   | Yamaha          | 2:32"25'0 | 1    |
| 7    | Gyula Marsovszky  | Bultaco         | 2:34"20'6 |      |
| 8    | T. Holdsworth     | Greeves         | 2:35"35'6 |      |
| 9    | Bob Farmer        | Yamaha          | 2:36"41'4 |      |
| 10   | Tommy Robb        | Bultaco         | 2:38"50'0 |      |
| 11   | Brian Richards    | Bultaco         | 2:42"26'0 |      |
| 12   | Kel Carruthers    | Suzuki          | 2:42"37'6 |      |
| 13   | Albert Moule      | Aermacchi       | 2:44"30'4 |      |
| 14   | John Shacklady    | Yamaha          | 2:45"30'0 |      |
| 15   | Len Williams      | Aermacchi       | 2:46"56'6 |      |
| 16   | Dave Brown        | Aermacchi       | 2:47"22'8 |      |
| 17   | Joe Dunphy        | Suzuki          | 2:48"25'0 |      |
| 18   | Eddy Johnson      | Suzuki          | 2:48"40'0 |      |
| 19   | Thomas Fearns     | Yamaha          | 2:51"50'0 |      |
| 20   | John Kidson       | Moto Guzzi      | 2:54"43'4 |      |
| Ret  | Barry Smith       | Thompson-Suzuki | Ret       |      |
| Ret  | Heinz Rosner      | MZ              | Ret       |      |
| Ret  | Bill Ivy          | Yamaha          | Ret       |      |
| Ret  | Derek Woodman     | MZ              | Ret       |      |
| Ret  | Jim Curry         | Aermacchi       | Ret       |      |
| Ret  | Tony Rutter       | Norton          | Ret       |      |
| Ret  | Alberto Pagani    | Aermacchi       | Ret       |      |
| Ret  | Angelo Bergamonti | Hannah-Paton    | Ret       |      |
| Ret  | Gilberto Milani   | Aermacchi       | Ret       |      |
| Ret  | Akiyasu Motohashi | Yamaha          | Ret       |      |

## Lightweight 125 cc TT
En la carrera de Lightweight, Bill Ivy comenzó como el más rápido, pero ya se encontró con dificultades en la primera vuelta, porque su llegada a Ramsey fue demasiado tarde. Phil Read tuvo un mal comienzo, pero dio vueltas muy rápidas. Fue seguido de cerca por Stuart Graham. Ivy completó la primera ronda, pero luego tuvo que detenerse durante mucho tiempo y poco después de comenzar la segunda ronda, su Yamaha se detuvo definitivamente. En la segunda vuelta, Graham incluso logró tomar una ventaja muy pequeña sobre Read y en la última ronda llegó el mensaje de que estaba en Bungalow, diez km antes del final, exactamente uniformemente Read finalmente tuvo 3.4 segundos de ventaja sobre Graham, mientras que Akiyasu Motohashi (Yamaha) terminó tercero.
| Pos. | Corredor          | Moto     | Tiempo    | Pts. |
| ---- | ----------------- | -------- | --------- | ---- |
| 1    | Phil Read         | Yamaha   | 1:09"40'8 | 8    |
| 2    | Stuart Graham     | Suzuki   | 1:09"44'2 | 6    |
| 3    | Akiyasu Motohashi | Yamaha   | 1:11"49'6 | 4    |
| 4    | Dave Simmonds     | Kawasaki | 1:13"46'0 | 3    |
| 5    | Kel Carruthers    | Honda    | 1:17"41'2 | 2    |
| 6    | Jim Curry         | Honda    | 1:18"06'0 | 1    |
| 7    | Tommy Robb        | Bultaco  | 1:18"43'2 |      |
| 8    | Peter Inchley     | TSR      | 1:19"38'2 |      |
| 9    | Brian Gustafson   | Honda    | 1:20"17'0 |      |
| 10   | Martin Carney     | Bultaco  | 1:21"46'6 |      |
| 11   | John Kiddie       | Honda    | 1:22"00'0 |      |
| 12   | Roy Boughey       | Honda    | 1:22"40'4 |      |
| 13   | Joe Chapman       | Honda    | 1:23"22'8 |      |
| 14   | Eddy Johnson      | Honda    | 1:23"50'0 |      |
| 15   | Brian Richards    | Bultaco  | 1:24"54'2 |      |
| 16   | Dennis Trollope   | Honda    | 1:27"52'0 |      |
| 17   | Dave Browning     | Honda    | 1:28"18'8 |      |
| 18   | Albert Moule      | Bultaco  | 1:30"22'6 |      |
| 19   | John Hudson       | Honda    | 1:30"40'8 |      |
| 20   | Fred Launchbury   | Todd-BSA | 1:31"50'4 |      |
| Ret  | Kevin Cass        | Bultaco  | Ret       |      |
| Ret  | Bill Ivy          | Yamaha   | Ret       |      |
| Ret  | Yoshimi Katayama  | Suzuki   | Ret       |      |

## 50 cc TT
Nuevamente, solo unos pocos pilotos llegaron al inicio de 50 cc TT: 24. Además, se determinó de antemano que la carrera sería una carrera plácida para las Suzuki. Suzuki incluso había enviado a un cuarto hombre para refuerzo: Mitsuo Itoh, quien rompió en el entrenamiento y no pudo comenzar. En la tercera vuelta, Katayama se retiró en Bungalow dejando solo dos Suzukis en la batalla. Stuart Graham y Hans-Georg Anscheidt pelearon una pelea difícil, que se decidió a favor de Graham en la última vuelta. Tommy Robb quedó en tercer lugar con una Suzuki privada. Fue para Stuart Graham su única victoria sobre la Isla de Man. Su padre, Les Graham, había ganado su único TT catorce años antes.
| Pos. | Corredor             | Moto        | Tiempo    | Pts. |
| ---- | -------------------- | ----------- | --------- | ---- |
| 1    | Stuart Graham        | Suzuki      | 1:21"56'8 | 8    |
| 2    | Hans-Georg Anscheidt | Suzuki      | 1:22"58'0 | 6    |
| 3    | Tommy Robb           | Suzuki      | 1:38"02'0 | 4    |
| 4    | Chris Walpole        | Honda       | 1:42"02'0 | 3    |
| 5    | Leslie Griffiths     | Honda       | 1:42"08'6 | 2    |
| 6    | Stan Lawley          | Honda       | 1:43"54'0 | 1    |
| 7    | T. Fearns            | Honda       | 1:44"52'4 |      |
| 8    | Brian Gleed          | Honda       | 1:45"31'0 |      |
| 9    | Trevor Burgess       | Yamaha      | 1:48"36'0 |      |
| 10   | John Lawley          | Honda       | 1:48"40'2 |      |
| 11   | M. Udall             | Honda       | 1:48"41'6 |      |
| 12   | Dennis Trollope      | Honda       | 1:55"56'6 |      |
| 13   | J. Wheldon           | Foster-Ital | 1:59"24'0 |      |
| Ret  | Barry Smith          | Derbi       | Ret       |      |
| Ret  | Yoshimi Katayama     | Suzuki      | Ret       |      |